# 圣亚纳堂 (亚眠)

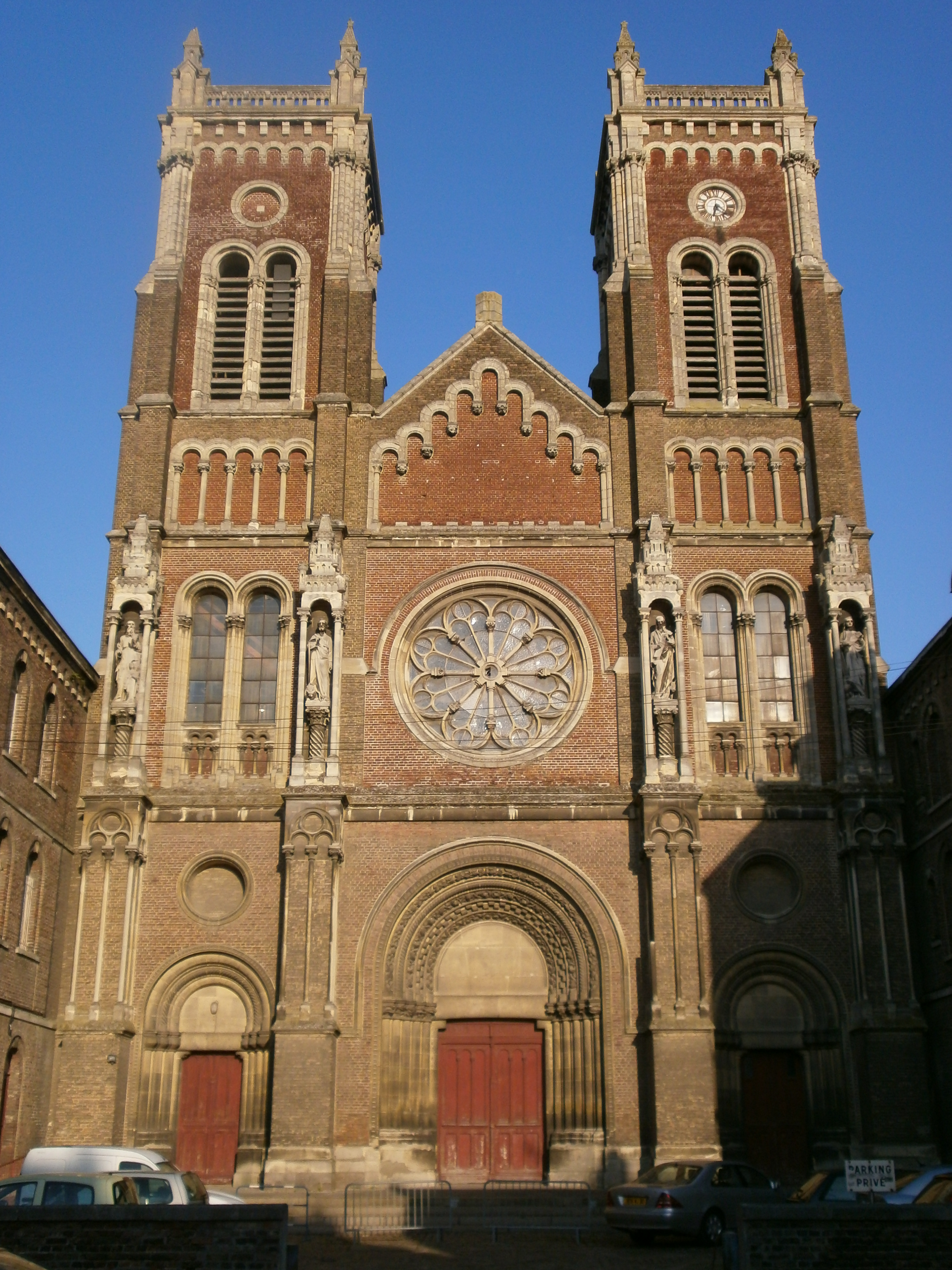

圣亚纳堂（Église Sainte-Anne）是法国北部城市亚眠的一座罗马天主教教堂，建于19世纪下半叶，建筑风格为新哥特式和新罗马式的混合。。

## 历史
圣亚纳堂由遣使会创始人文生·德·保祿创建于1625年。1866年由欧博特神父(Pierre Charles Marie Aubert，1812-1887)主持，拆除旧堂重建。建筑师Victor Delefortrie。

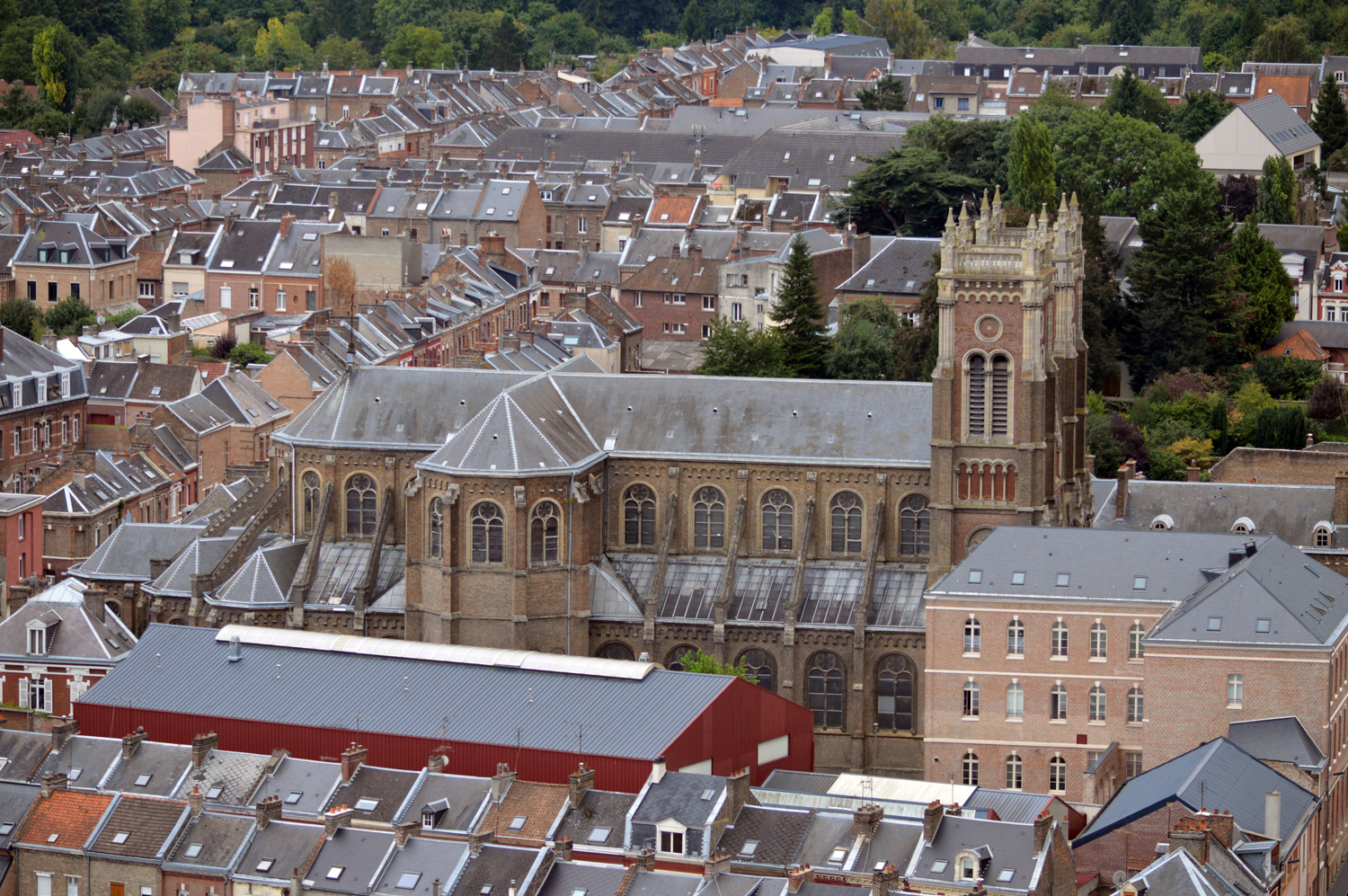

2006年，该堂被登记为法国历史古迹。